# Portrait d'une femme
Le Portrait d'une femme est une peinture à l'huile sur panneau de chêne réalisée entre 1435 et 1440 par Rogier van der Weyden, artiste peintre des Pays-Bas méridionaux.  Elle est conservée à la Gemäldegalerie à Berlin.

## Description de l'œuvre
La dame peinte dans ce petit tableau porte un ample hennin blanc sur une robe brune doublée de noir, décolleté en forme de « V ». Comme il est habituel dans les portraits féminins de Van der Weyden, ses mains sont jointes étroitement en signe de prière. Exceptionnellement chez van der Weyden, elle ne se penche pas la tête, mais regarde directement le spectateur, créant une relation intime entre le modèle, le spectateur et l'artiste.